# Bellanca Aircruiser
Bellanca Aircruiser và Airbus là một loại máy bay vận tải, do Bellanca Aircraft Corporation chế tạo.

## Biến thể

### Airbus
P-100 Airbus
P-200 Airbus
P-300 Airbus
Y1C-27
C-27A Airbus
C-27B Airbus
C-27C Airbus

### Aircruiser
Aircruiser 66-67
Aircruiser 66-70
Aircruiser 66-75
Aircruiser 66-76
Aircruiser 66-80

## Quốc gia sử dụng
Canada
- Canadian Pacific Airlines (Aircruiser)
- Central Northern Airways (Aircruiser)
- Mackenzie Air Service (Aircruiser)

 Hoa Kỳ
- New York and Suburban Airlines (Airbus)
- Quân đoàn Không quân Lục quân Hoa Kỳ (Airbus)

 México
 Philippines

## Tính năng kỹ chiến thuật (66-70 Aircruiser)
Đặc điểm tổng quát
- Kíp lái: 1
- Sức chứa: 16 hành khách
- Chiều dài: 43 ft 4 in (13,21 m)
- Sải cánh: 65 ft 0 in (19,82 m)
- Chiều cao: 11 ft 6 in (3,51 m)
- Diện tích cánh: 520 ft² (48,3 m²)
- Trọng lượng rỗng: 6.072 lb (2.754 kg)
- Trọng lượng có tải: 10.000 lb (4.536 kg)
- Động cơ: 1 × Wright R-1820 Cyclone 9, 710 hp (530 kW)

 Hiệu suất bay 
- Vận tốc cực đại: 144 knot (165 mph, 266 km/h)
- Tầm bay: 608 nm (700 dặm, 1.130 km)
- Trần bay: 22.000 ft (6.700 m)